# Sinplus
Sinplus — швейцарский поп-рок дуэт, в состав которого входят братья Иван и Габриэль Броджини. 10 декабря 2011 года музыканты стали представителями своей страны на конкурсе песни «Евровидение-2012», который прошёл в городе Баку (Азербайджан). На конкурсе была исполнена песня «Unbreakable» в первом полуфинале под номером 7. Песня набрала 45 очков и заняла 11-е место. В финал песня не прошла.

## История
Два родных брата Иван и Габриэль росли, слушая Queen, Bob Marley and U2, поэтому начали играть музыку ещё в совсем раннем возрасте. Страстью Айвана была гитара, а Габриэль играл на клавишных и ударных, но в один прекрасный день он сломал ногу. В результате он взял гитару в руки и обнаружил певческий талант. В возрасте 13-14 лет оба брата уже играли в отдельных своих группах и проводили часы напролет, практикуясь в комнате отца. Когда Габриэль ушел из колледжа, он решил отправиться в Сан-Диего и играл в подземках этого города. А когда он вернулся из Америки, два брата объединились и решили создать свою группу. Писали песни вместе, так появился проект InFinity. Их первый сингл под названием "Without Identity" добрался до чартов, а клип на эту песню был показан на нескольких каналах, включая Viva. После этого группа побеждала в различных конкурсах и имела возможность выступить в крупных местах Швейцарии таких, как "Kofmehl" and "Dynamo".
Затем группа была переименована в Sinplus. И записала новый EP под названием "Get Control", спродюсированный в Цюрихе, с синглом под названием 1984, который включен в престижную Калифорнийскую Компиляцию. В тот момент братья почувствовали необходимость сменить обстановку и отправились в Лос-Анджелес, где они записали ещё один EP под названием "Happy and Free". Этот сингл играл на различных швейцарских и итальянских радиостанциях, а видеоклип был показан в обеих странах.
Габриэль (8 мая 1982 г.). Родился в Локарно. Имеет брата и сестру Барбару. Окончил: Liceo Cantonale Locarno, Университет Лугано (2003), University of Insubria (2011).
Иван (1 апреля 1986 г.). Родился в Локарно. Имеет брата и сестру Барбару. Учился: Universität Luzern

## Дискография
- 2011 — Disinformation
- 2014 — Up to Me
- 2017 — This Is What We Are
- 2021 — Break the Rules

Синглы:
- 2011 — «Unbreakable»
- 2013 — «Phoenix from the Ashes»
- 2014 — «Up to Me»
- 2014 — «Love Is Free» (с Lady Chann)
- 2014 — «Tieniti forte»
- 2016 — «Capisci (One Love)»
- 2017 — «You and I» (с Mickey Shiloh)